# Bombardier-BiLevel-Doppelstockwagen

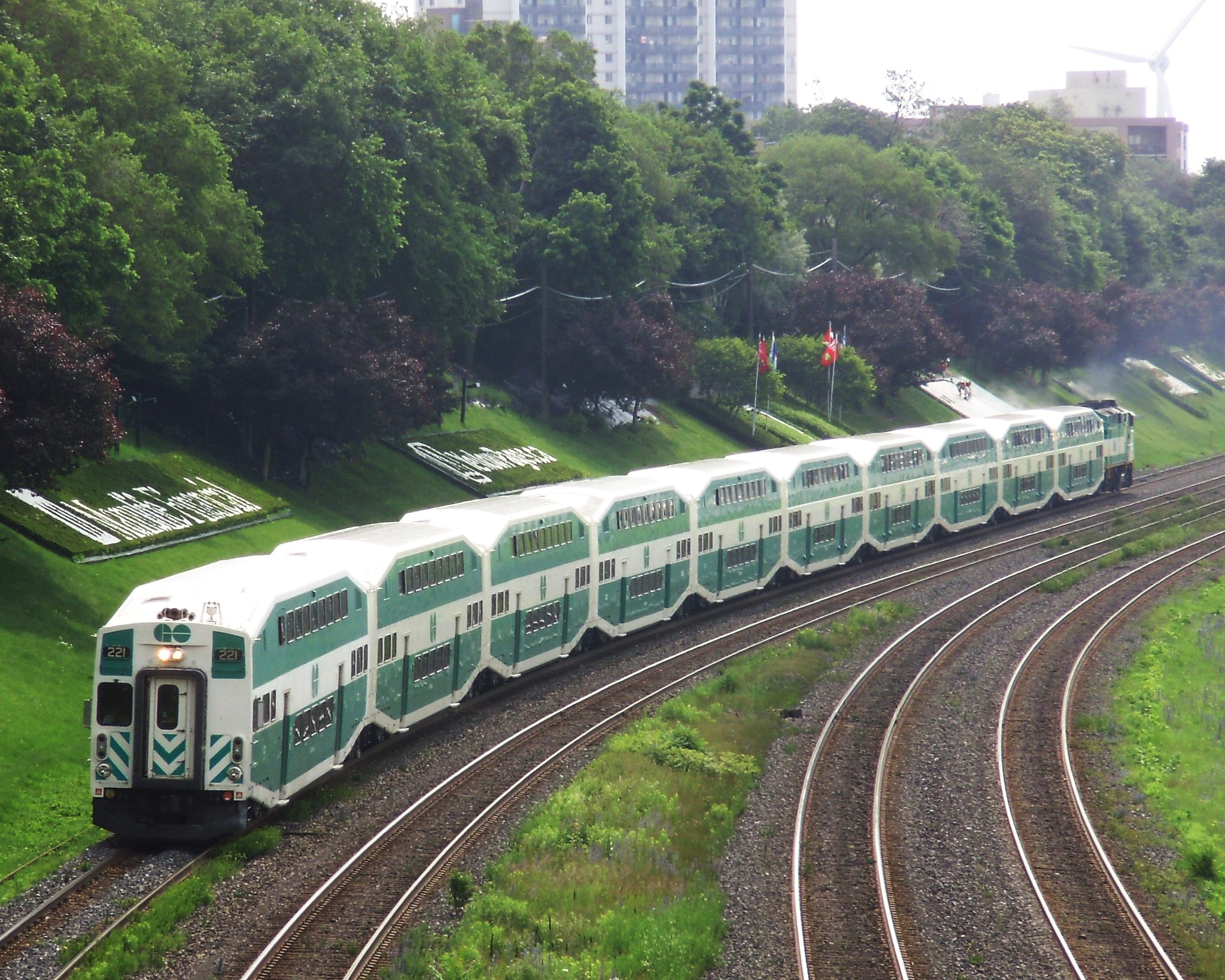
GO-Transit-Zug in Toronto mit Bombardier BiLevel Wagen

Bombardier-BiLevel-Doppelstockwagen (englisch Bombardier BiLevel Coach) oder kurz Bombardier BiLevel sind für Vorortbahnen in Nordamerika konzipierte Reisezugwagen des Herstellers Alstom. Die Wagen können bis zu 360 Passagiere befördern und sind leicht an ihrer Form mit den glatten achteckigen Seiten zu erkennen.
Sie werden seit 1976 gebaut, dabei bis 2021 von Bombardier Transportation. Andere Typen des gleichen Herstellers sind die Bombardier-MultiLevel-Doppelstockwagen (ebenfalls aus Nordamerika) und die Bombardier-Doppelstockwagen (ursprünglich vom Waggonbau Görlitz entwickelt). Alle in den Produktbezeichnungen verwendeten englischen Begriffe BiLevel Coach, MultiLevel Coach und Double-deck Coach werden deutsch als „Doppelstockwagen“ übersetzt.

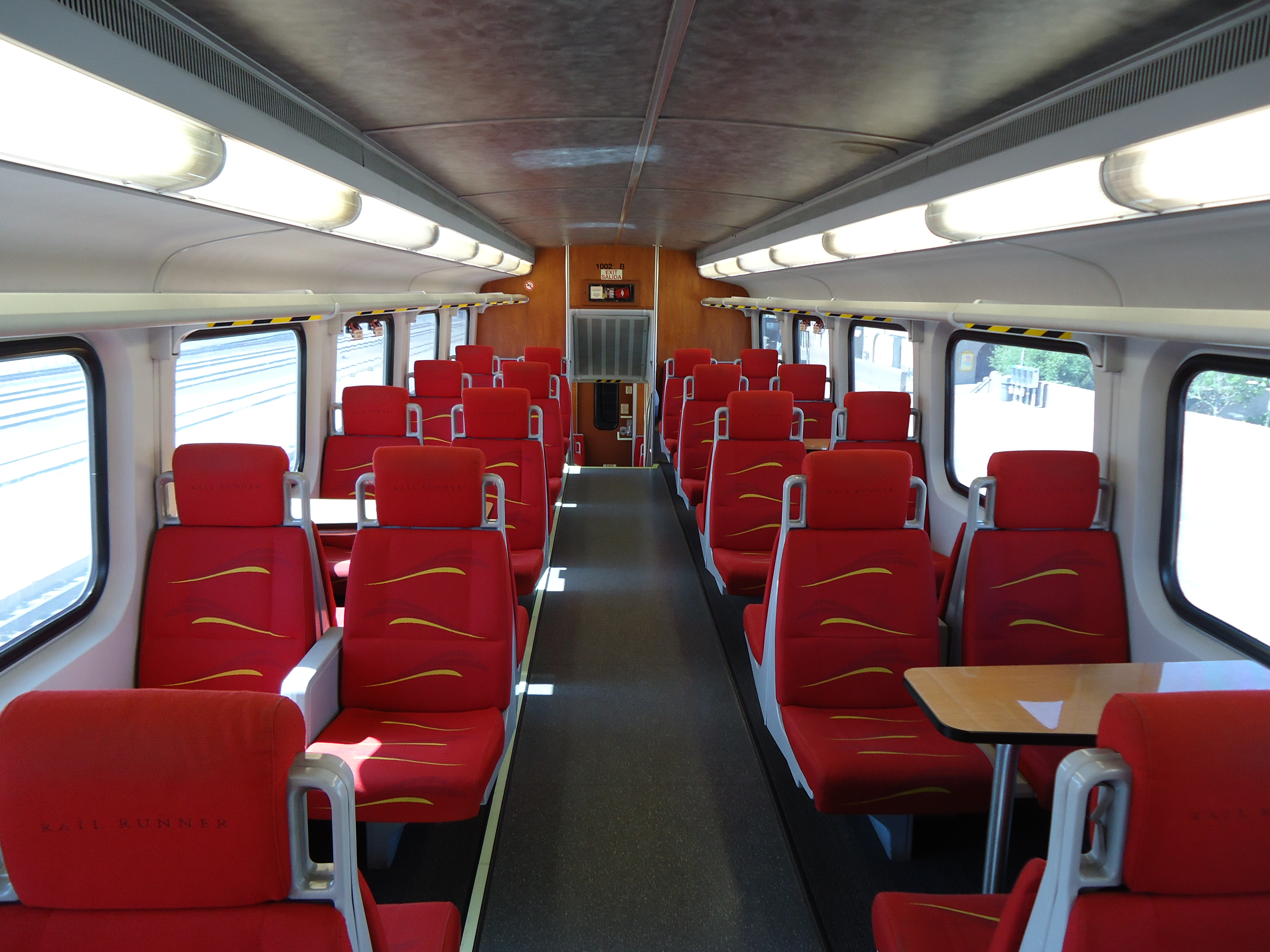
Innenausbau der Züge des New Mexico Rail Runner Express

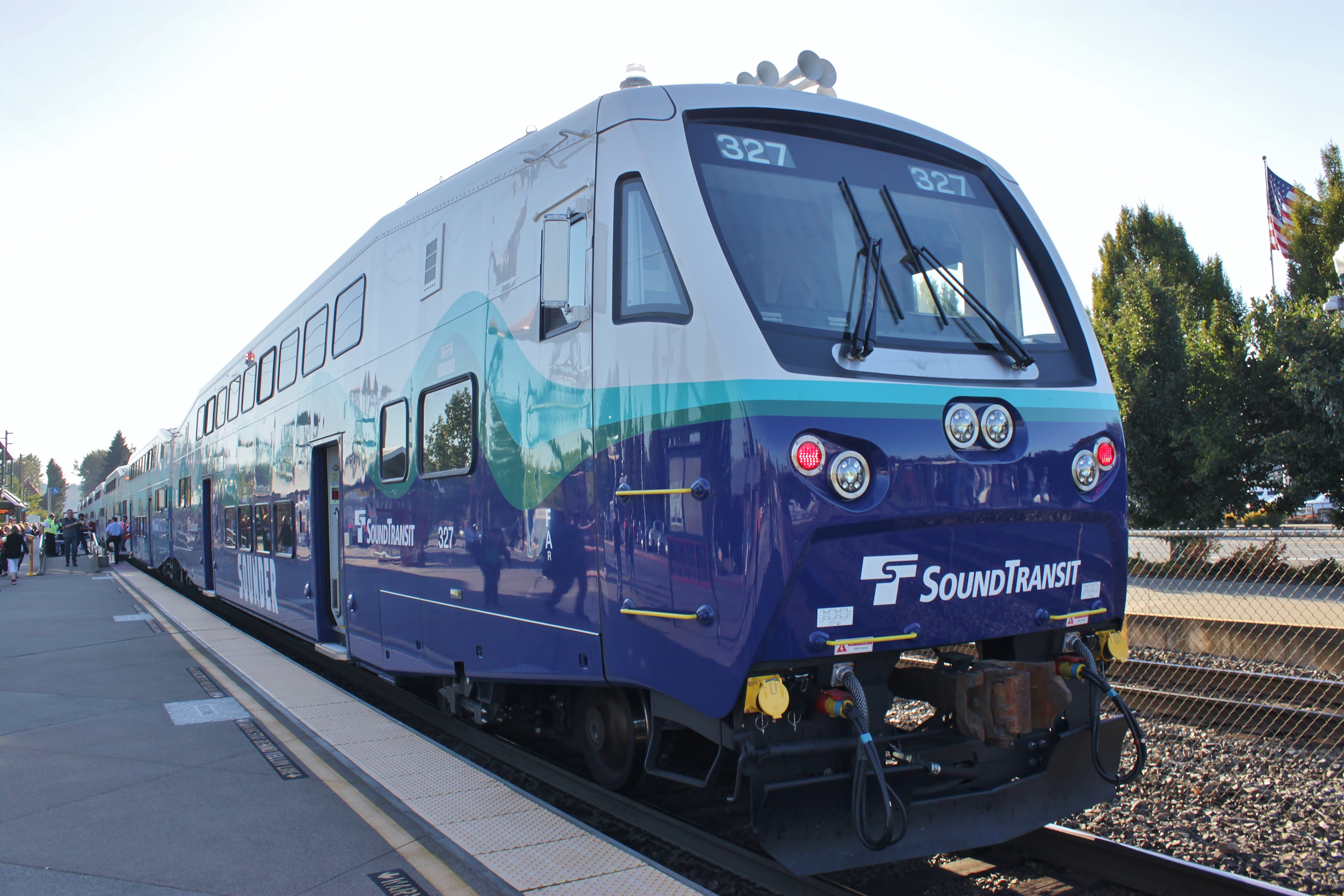
Steuerwagen der zehnten Generation bei Sounder im Raum Seattle

## Geschichte
Das ursprüngliche Modell stammt von Hawker Siddeley Canada (HSC), einer Tochter der britischen Hawker Siddeley Unternehmensgruppe, die in den 1970er Jahren im Auftrag von GO Transit aus Toronto einen Ersatz für deren vormaligen einstöckigen Regionaldieselzüge konstruierte und fertigte. Schon für die erste Generation wurde auch Metrolink in Los Angeles als Abnehmer gefunden. Die zweite Generation stammte ebenfalls noch von HSC und konnte auch bei Trinity Railway Express und Coaster platziert werden.
In den frühen 1980ern schloss sich HSC mit der in kanadischem Staatsbesitz befindlichen UTDC/Can-Car (Urban Transportation Development Corporation/Canadian Car and Foundry) zusammen, um bei Aufträgen ein komplettes Angebotsportfolio erstellen zu können. Die dritte Generation konnte neben GO Transit und Metrolink auch bei Tri-Rail Florida platziert werden. Die Generationen vier und fünf dagegen wurden allein an den Hauptabnehmer GO Transit geliefert.
Nach der Privatisierung von UTDC/Can-Car befand sich das Unternehmen beim Anlagenbauer SNC Lavalin, der jedoch seinen Expansionskurs nicht halten konnte und UTDC/Can-Car 1991 an Bombardier verkaufte. Die weiteren Generationen wurden dann unter die Marke Bombardier gestellt, und schon die erste Nachfolgegeneration sechs konnte an fast ein Dutzend Verkehrsunternehmen verkauft werden. Auch die siebte Generation fand neue Abnehmer. Die achte und die neunte Generation wurden an bestehende Kunden wie GO Transit, Sounder oder Coaster geliefert.
Zusammen mit GO Transit entwickelte Bombardier ab 2014 einen neuen Fahrzeugkopf für Steuerwagen, der mit Energieverzehrmodulen zur Erfüllung verschärfter Anforderungen der Federal Railroad Administration an das Crash Energy Management (CEM) ausgestattet ist. Neben neugebauten Steuerwagen können auch ältere auf den neuen Standard umgerüstet werden. Derartige Steuerwagen sind neben GO Transit bei Coaster, Sounder und dem Altamont Corridor Express im Einsatz.
Im Jahr 2021 wurde Bombardier Transportation mitsamt des Portfolios der Doppelstockwagen an Alstom verkauft, das die Herstellung fortführt.

## Einsatz
GO Transit in Toronto ist Hauptabnehmer der Bilevel-Wagen und erhielt Doppelstockwagen der ersten neun Fahrzeuggenerationen. Die folgenden Betriebe setzen ebenfalls BiLevel ein:
| Betreiber                                                                  | Wagenbestand                                         | Anmerkung    |
| -------------------------------------------------------------------------- | ---------------------------------------------------- | ------------ |
| exo (Montreal, Québec)                                                     | 22 Wagen                                             | [ 1 ]        |
| Altamont Corridor Express (San José, Kalifornien)                          | 24 Wagen                                             | [ 2 ]        |
| Caltrain (San Francisco, Kalifornien)                                      | 41 Wagen                                             | [ 3 ]        |
| Coaster (San Diego, Kalifornien)                                           | 28 Wagen                                             | [ 4 ] [ 5 ]  |
| FrontRunner (Salt Lake City, Utah)                                         | 22 Wagen                                             | [ 6 ]        |
| GO Transit (Greater Toronto Area, Hamilton, Ontario und umgebende Gebiete) | 979 Wagen                                            | [ 7 ]        |
| Metrolink (Greater Los Angeles)                                            | zeitweise 261 Wagen                                  | [ 8 ] [ 9 ]  |
| Northstar (Metropolregion Minneapolis–Saint Paul, Minnesota)               | 18 Wagen                                             |              |
| Rail Runner Express (Albuquerque, New Mexico)                              | 10 Wagen                                             | [ 10 ]       |
| Sounder (Metropolregion Seattle, Washington)                               | Gen.6 & 7: 58 Wagen Gen.9: 09 Wagen Gen.10: 11 Wagen | :22          |
| SunRail (Orlando, Florida)                                                 | 14 Wagen                                             | [ 13 ]       |
| Tri-Rail (Metropolregion Miami, Florida)                                   | 26 Wagen                                             | [ 5 ] [ 14 ] |
| Trinity Railway Express (Dallas/Fort Worth, Texas)                         | 17 Wagen                                             | [ 5 ] [ 15 ] |
| West Coast Express (Vancouver, British Columbia)                           | 44 Wagen                                             | [ 16 ]       |